# Coesfeld
Coesfeld (IPA: 'koːsˌfɛlt; in basso tedesco Koosfeld) è una città della Renania Settentrionale-Vestfalia, in Germania.
È il capoluogo, ma non il centro maggiore, del circondario omonimo (targa COE).
Coesfeld possiede lo status di "Media città di circondario" (Mittlere kreisangehörige Stadt).

## Amministrazione

### Gemellaggi
- De Bilt, dal 1977